# Pyramid Lake (Nevada)
Pyramid Lake is een meer in de Amerikaanse staat Nevada. Het meer ligt zo'n 64 km ten noordoosten van de stad Reno. Pyramid Lake is een depressie in het endoreïsch bekken van de Truckee-rivier. Het bekken van Pyramid Lake en de Truckee maakt deel uit van het Grote Bekken. Pyramid Lake is met zijn oevers op 1157 meter hoogte een van de laagste punten van de Great Basin Desert. Death Valley en de Salton Sea, beide deel van het Grote Bekken, liggen een stuk lager maar worden niet tot de Great Basin Desert gerekend.
Pyramid Lake wordt gevoed door de Truckee, de enige uitloop van Lake Tahoe, een groot zoetwatermeer op de grens tussen Californië en Nevada. Behalve het erg heldere water uit Lake Tahoe neemt de Truckee ook veel oppervlaktewater mee naar Pyramid Lake. Het water verlaat Lake Pyramid alleen door verdamping. Het zoutgehalte van het meer bedraagt ongeveer één zesde van zeewater.
De ontdekkingsreiziger John Charles Frémont ontdekte het meer in 1844. Hij gaf het zijn huidige Engelstalige naam, naar de tufstenen formaties in en rond het meer.